# حقبة الحياة الحديثة
حقبة الحياة الحديثة أو الحياة المعاصرة أو  الدهر الجيولوجي الحديث (باللاتينية:  Cenozoic)، بالاغريقية: (kainós = καινός = حديث + zōḗ = ζῷον = حياة)، وهي ثالث حقبة من الحقب الجيولوجية الثلاثة لدهر البشائر والأخيرة، امتدت من 66 مليون سنة مضت وحتى زمننا الحاضر، لمدة 66 مليون سنة تقريبا. بدأت هذه الحقبة بعد أحداث انقراض العصر الطباشيري-الثلاثي في نهاية عصر الكريتاسي والتي شهدت زوال أخر الديناصورات غير الطائرة (فضلا عن غيرها من النباتات البرية والبحرية والحيوانات) ونهاية حقبة الميسوزي. تعرف الحقبة المعاصرة أيضا بـعصر الثدييات، لأن انقراض الديناصورات غير الطائرة سمح بالتنوع الكبير للثدييات و سيطرتها على الأرض.

## الأقسام الفرعية
| الحقبة         | العصر       | أهم الأحداث | البداية (م.س.مضت) |
| -------------- | ----------- | ----------- | ----------------- |
| الحياة الحديثة | الرباعي     |             | 2.58              |
| الحياة الحديثة | النيوجيني   |             | 23.04             |
| الحياة الحديثة | الباليوجيني |             | 66                |
| الحياة الوسطى  | الطباشيري   | أقدم        | أقدم              |

- الزمن الثلاثي، ويضم:

- العصر الباليوسيني (باللاتينية: Paleocene epoch): منذ 65 - 54 مليون سنة. وفيه ظهرت الثدييات الكبيرة الكيسية المشيمة كحيوان البرنتوثيريا الذي كان له صوت ضخم وأسنانه في فمه الذي كان يطلق ضوءا وكان يكسو جسمه شعر غزير. كما ظهرت الرئيسيات الأولية ومن بينها الفئران الصغيرة وقنافذ بلا أشواك فوق جسمها وخيول صغيرة في حجم الثعلب لها حوافر مشقوقة لثلاثة أصابع.
- العصرالإيوسيني (باللاتينية: Eocene epoch): منذ 54 - 33 مليون سنة. وفيه ظهرت القوارض والحيتان الأولية.
- العصر الأوليجوسيني (باللاتينية: Oligocene epoch): منذ 33 – 23 مليون سنة. معظم صخوره قارية ولقد وجد به أجداد الأفيال المصرية المنقرضة بسبب حدوث انقراض صغير منذ 36 مليون سنة. وظهرت به أيضا ثدييات جديدة كالخنازير البرية ذات الأرجل الطويلة. وكانت تغوص في الماء نهارا وتسعي في الأحراش ليلا. كما ظهرت القطط وحيوان الكركدن(الخرتيت) الضخم وكان يشبه الحلوف إلا أن طباعه كانت تشبه طباع الزرافة. كما ظهر الفيل المائي الذي كان يشبه سيد قشطة وكان فمه واسعا وله نابان مفلطحان لهذا أطلق عليه حيوان البلاتيبلادون الذي كان يعيش علي الأعشاب المائية.وكانت الطيور كبيرة وصغيرة وكان من بينها النسور والطيور العملاقة التي كانت نشبه النعام إلا أنها كانت أكبر منها حجما. وكانت لا تطير بل تعدو وكان كتكوتها في حجم الدجاحة إلا أنها كانت مسالمة. ووجد طائر الفوروهاكس العملاق وكان رأسه أكبر من رأس الحصان ومنقاره يشبه الفأس وعيناه لاترمشان ويمزق فريسته لأنه كان يعيش علي الدم.
- العصر الميوسيني (باللاتينية: Miocene epoch): منذ 23 – 5 مليون سنة وفيه عصر الفيلة بمصر. وفي رسوبياته البترول. وظهر به ثدييات كالحصان والكلاب والدببة والطيور المعاصرة والقردة بأمريكا وجنوب أوروبا.
- العصر البليوسيني (باللاتينية: Pliocene epoch): منذ 5 - 1,8 مليون سنة. وفيه بدأ ظهور أشباه الإنسان متمثلين في الإنسان الأول البدائي والحيتان المعاصرة في المحيطات.

- العصر الرباعي، ويضم فترتين هما:

- العصر الحديث الأقرب (باللاتينية: Pleistocene Epoch): منذ 1,8 مليون - 11700 سنة. وفيه العصر الجليدي الأخير حيث انقرضت الثدييات العظمية (الفقارية) عندما غطي الجليد معظم المعمورة. وقبله منذ مليون سنة كان الجو حارا وكانت الطيور وقتها مغردة والحشرات طائرة. وعاش فيه حيوان البليوتراجس الذي كان يشبه الحصان والزرافة وكان له قرون فوق رأسه وأرجله مخططة وأذناه تشبه آذان الحمير. وبهذا العصر ظهر الإنسان العاقل الصانع لأدواته وعاشت فيه فيلة الماستدون والماموث وحيوان الدينوثيرم الذي كان يشبه الفيل لكن أنيابه لأسفل وحيوان الخرتيت وكانوا صوفي الشعر الذي كان يصل للأرض. وهذه الفيلة كانت أذناها صغيرتين حتي لاتتأثرا بالصقيع. كما ظهر القط (سابر) ذات الأنياب الكبيرة والنمور ذات الأسنان التي تشبه السيف وكانت تغمدها في أجربة بذقونها للحفاظ علي حدتها. وفيه كثرت الأمطار بمصر رغم عدم وجود الجليد بها. وصخور هذا العصر عليها آثار الجليد. وقد ترك الإنسان الأول آثاره بعد انحسار الجليد.وقد حدث به انقراض كبير للثدييات الضخمة وكثير من أنواع الطيور منذ 10 آلاف سنة بسبب الجليد حيث كانت الأرض مغطاة بالأشجار القصيرة كأشجار الصنوبر والبتولا.
- العصر الحديث (باللاتينية: Holocene): منذ 11700 سنة وحتي الآن. آخر العصور الجيولوجية وقد بلغ فيه الإنسان أعلي مراتبه.و معظم الكائنات الحية التي آلت لهذا العصر منذ مطلعه ظلت كما هي عليه اليوم. إلا أن في هذا العصر ظهرت الحضارة الإنسانية والكتابة.